# Moray (circonscription du Parlement écossais)
Pour les articles homonymes, voir Moray.
Circonscription parlementaire du Parlement écossais
La circonscription de Moray est une circonscription électorale écossaise créée en 1999.

## Liste des députés
| Élection | Député           | Parti | Parti |
| -------- | ---------------- | ----- | ----- |
| 1999     | Margaret Ewing   |       | SNP   |
| 2003     | Margaret Ewing   |       | SNP   |
| 2006     | Richard Lochhead |       | SNP   |
| 2007     | Richard Lochhead |       | SNP   |
| 2011     | Richard Lochhead |       | SNP   |
| 2016     | Richard Lochhead |       | SNP   |

## Résultats des deux candidats arrivés en tête
| Élection | Candidat arrivé 1er | Parti  | Parti | Score        | Candidat arrivé 2e | Parti        | Parti        | Score  |
| -------- | ------------------- | ------ | ----- | ------------ | ------------------ | ------------ | ------------ | ------ |
| 1999     | Margaret Ewing      |        | SNP   | 38,8 %       | Ali Farquharson    |              | Travailliste | 26,5 % |
| 2003     | Margaret Ewing      | 42,2 % | SNP   | Tim Wood     |                    | Conservateur | 22,5 %       |        |
| 2006     | Richard Lochhead    | 46,2 % | SNP   | Mary Scanlon | 22,9 %             | Conservateur |              |        |
| 2007     | Richard Lochhead    | 49,7 % | SNP   | Mary Scanlon | 23,5 %             | Conservateur |              |        |
| 2011     | Richard Lochhead    | 58,8 % | SNP   | Douglas Ross | 20,5 %             | Conservateur |              |        |
| 2016     | Richard Lochhead    | 47,1 % | SNP   | Douglas Ross | 38,5 %             | Conservateur |              |        |